# Agrionoptera sexlineata
Agrionoptera sexlineata – gatunek ważki z rodziny ważkowatych (Libellulidae).
Występuje w Azji Południowo-Wschodniej – stwierdzono go na Półwyspie Malajskim, w Singapurze, na Borneo, Sumatrze, Belitung i Wyspach Lingga.
W 2023 roku Vincent J. Kalkman uznał Agrionoptera bartola za młodszy synonim A. sexlineata.